# Aufopferungsanspruch
Der Aufopferungsanspruch ist ein im deutschen Staatshaftungsrecht anerkannter Ausgleichsanspruch, der auf dem Rechtsgedanken der §§ 74, 75 der Einleitung zum Preußischen Allgemeinen Landrecht (EALR oder Einl. PrALR) von 1794 beruht.

## Vorliegen
Eine Aufopferung liegt vor, wenn:
1. durch einen (rechtmäßigen oder rechtswidrigen, gezielten oder ungezielten) hoheitlichen Eingriff
2. nicht vermögenswerte Rechte (Leben, Gesundheit, körperliche Unversehrtheit und Freiheit im Sinne körperlicher Bewegungsfreiheit – Eingriffe in das Eigentum werden durch Art. 14 Abs. 3 GG geregelt) unmittelbar beeinträchtigt werden,
3. dies für den betroffenen Bürger ein Sonderopfer in Gestalt eines Vermögensschadens darstellt
4. und der Eingriff durch das Allgemeinwohl motiviert ist.
5. Teilweise wird in vergleichender Anwendung zu § 839 BGB verlangt, dass keine Rechtsmittel schuldhaft versäumt wurden.

Da ein hoheitlicher Eingriff „unmittelbar beeinträchtigende Wirkung“ erzielen muss, stellt sich die Frage, welche Leitkriterien ausschlaggebend sind. So muss beim Betroffenen eine Belastung von erheblichem Gewicht vorliegen, die ihn gegenüber dem Nicht-Betroffenen ungleich stark trifft. Die daraus resultierenden Belastungsfolgen wiederum sind gerade nicht vom Zweck der dem Verwaltungshandeln zugrundeliegenden Norm gedeckt, müssen allerdings die Konkretisierung des allgemeinen Lebensrisikos oder der allgemeinen Pflichten übersteigen.
Da der Aufopferungsanspruch nur subsidiär gilt, nimmt seine Bedeutung wegen der zunehmenden Regelungsdichte spezialgesetzlicher Regelungen, etwa im sozialen Entschädigungsrecht oder den Polizeigesetzen der Länder stetig ab. Eine Spezialregelung verdrängt immer den Anspruch wegen Aufopferung. Jedoch besteht mit dem allgemeinen Amtshaftungsanspruch (§ 839 BGB i. V. m. Art. 34 GG) Anspruchskonkurrenz.
Der Aufopferungsanspruch ist vor den ordentlichen Gerichten geltend zu machen (so BGH, Urteil vom 19. Februar 1953; III ZR 208/51). Inzwischen ist mit § 40 Abs. 2 Satz 1 VwGO eine spezifische gesetzliche Zuweisung zu den ordentlichen Gerichten gegeben.
Die Rechtsfolge geht auf Entschädigungsleistung in Geld (Geldersatz). Im Übrigen sind die gleichen schadensrechtlichen Voraussetzungen wie im Zivilrecht zu prüfen, insbesondere Mitverschulden im Sinne von § 254 BGB. Die ständige Rechtsprechung, wonach ein Anspruch auf Schmerzensgeld ausgenommen ist, wenn nicht wegen des besonders gelagerten Falles eine besondere Genugtuungs- oder Ausgleichsfunktion hinzutritt, hat der BGH aufgegeben. Insoweit hat der für das Recht der öffentlich-rechtlichen Ersatzleistungen zuständige III. Zivilsenat des Bundesgerichtshofs am 7. September 2017 entschieden, dass der Anspruch auf Entschädigung für hoheitliche Eingriffe aufgrund rechtmäßigen Behördenhandelns, in die Rechtsgüter Leben, körperliche Unversehrtheit oder Freiheit auch einen Schmerzensgeldanspruch umfasst (III ZR 71/17).
Die Verjährungsdauer beträgt nach überwiegender Meinung, insbesondere nach der Schuldrechtsreform zum 1. Januar 2002, drei Jahre. Eine Mindermeinung nimmt dreißig Jahre als Verjährungszeitraum an.

## Differenzierungen
Analog zum enteignungsgleichen und enteignenden Eingriff wird der Aufopferungsanspruch in der Literatur noch in aufopfernden Anspruch und aufopferungsgleichen Anspruch unterteilt. Der aufopferungsgleiche Anspruch zeichnet sich durch die Rechtswidrigkeit des Eingriffs aus, beim aufopfernden Anspruch ist der Eingriff rechtmäßig. Diese Differenzierung ist dann sinnhaft, wenn das Sonderopfer bestimmt werden muss. Ist der Eingriff rechtswidrig, wird das Sonderopfer selbst indiziert. Beim aufopfernden Anspruch – mit rechtmäßigem Eingriff – muss das Sonderopfer daher gesondert bestimmt werden.

## Sonderopfer
Das Sonderopfer ist beim rechtswidrigen hoheitlichen Handeln stets indiziert. Ist das Handeln dagegen rechtmäßig, muss die Opfergrenze derart überschritten werden, dass der Betroffene im Vergleich zu anderen ungleich belastet wird.
Ein Verschulden setzt der Aufopferungsanspruch nie voraus.

## Rechtsquelle
Teilweise umstritten, wenn auch im Ergebnis ohne Relevanz, ist, ob sich der Aufopferungsanspruch aus der Rechtsquelle des Richterrechts oder des Gewohnheitsrechts ableitet. Die Rechtsprechung hat sich zunächst auf Gewohnheitsrecht berufen (so das Reichsgericht und der BGH in frühen Entscheidungen). Da §§ 74, 75 EALR aber zunächst nur für Ostelbien galt und mit der Kabinettsorder vom Dezember 1831 wieder de facto außer Kraft gesetzt wurden, kann es sich mangels Überzeugungswirkung nicht um Gewohnheitsrecht handeln. Inzwischen vertritt der Bundesgerichtshof daher den Standpunkt, dass es sich um Richterrecht handelt.
Siehe auch hier zur Unterscheidung.